# Eucalyptus steedmanii
Eucalyptus steedmanii är en myrtenväxtart som beskrevs av C. Gardner. Eucalyptus steedmanii ingår i släktet Eucalyptus och familjen myrtenväxter. Inga underarter finns listade i Catalogue of Life.